# 索格蒂斯 (紐約州村)
索格蒂斯（英語：Saugerties）是位於美國紐約州阿爾斯特縣的村。

## 人口
根據2020年美國人口普查的數據，索格蒂斯的面積為5.85平方千米，當中陸地面積為4.62平方千米，而水域面積為1.23平方千米。當地共有人口3899人，而人口密度為每平方千米666人。